# Freddy Sanchez

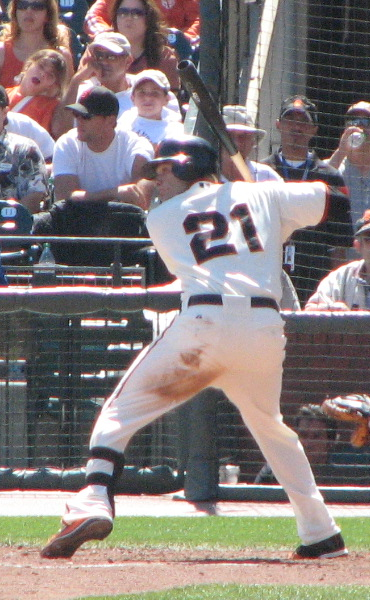

Frederick Phillip "Freddy" Sanchez, Jr. (Hollywood, 21 de dezembro de 1977) é um jogador profissional de beisebol estadunidense.

## Carreira
Sanchez foi campeão da World Series 2010 jogando pelo San Francisco Giants.